# Draba platycarpa
Draba platycarpa là một loài thực vật có hoa trong họ Cải. Loài này được Torr. & A.Gray mô tả khoa học đầu tiên năm 1838.